# L'Introuvable
Ne doit pas être confondu avec L'Introuvable (roman).
Pour le film américain de 2008, voir Intraçable.
Série The Thin Man
Nick, gentleman détective (1936)
Pour plus de détails, voir Fiche technique et Distribution.

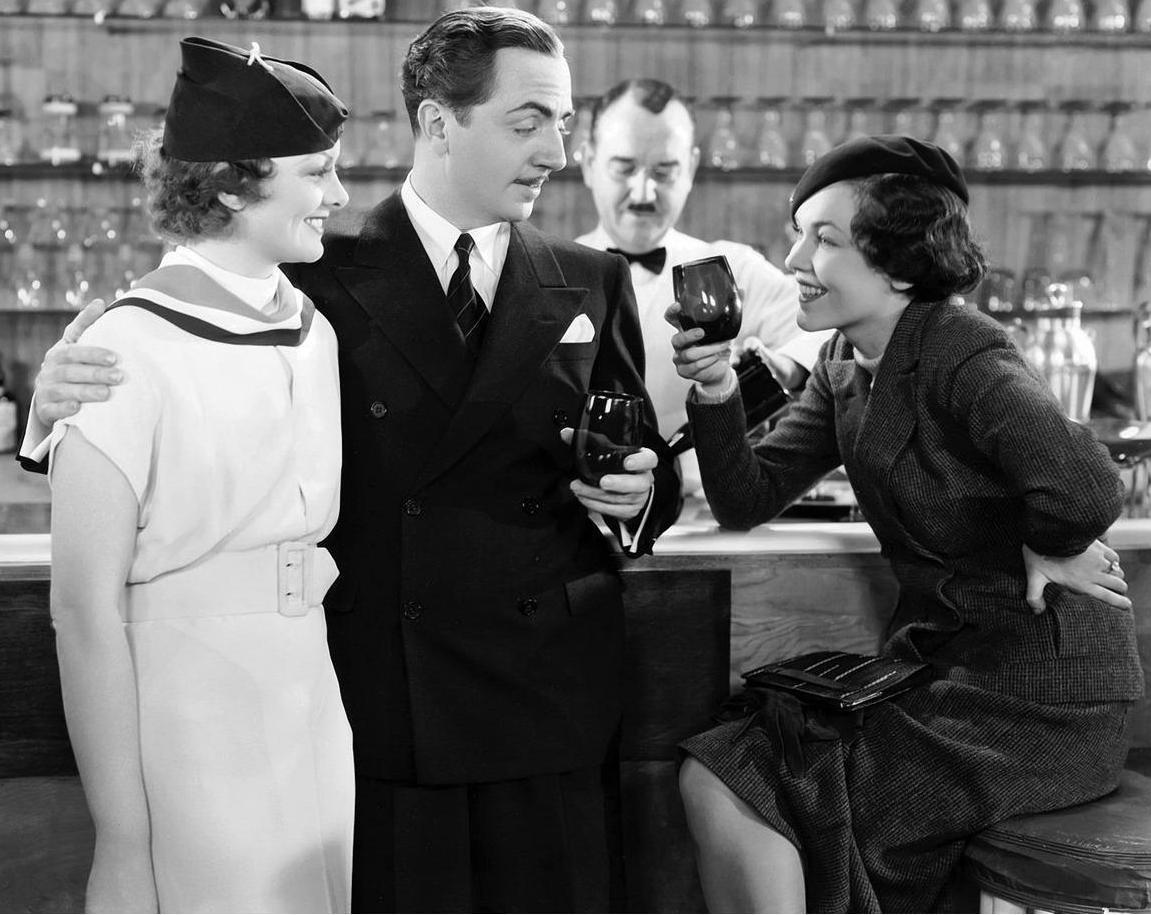
Myrna Loy, William Powell et Maureen O'Sullivan

L'Introuvable (The Thin Man) est un film américain en noir et blanc réalisé par W. S. Van Dyke, sorti en 1934, et tiré du roman éponyme de Dashiell Hammett.
Il s'agit du premier des six volets de films mettant en scène les personnages de Nick et Nora, mari et femme jouant les détectives amateurs, incarnés par William Powell et Myrna Loy.

## Synopsis
Clyde Wynant, scientifique distrait et lunatique, part de son lieu de travail pour un temps indéterminé, et refuse de donner sa destination. Sa fille qui lui a annoncé son mariage la veille de son départ, s'inquiète. Elle fait appel à Nick Charles, un détective privé qui avait travaillé pour son père. Mais celui-ci a arrêté son activité depuis que sa femme Nora a hérité des affaires de son père. Il refuse donc l'offre.
Julia Wolf, la maitresse du disparu, est retrouvée assassinée chez elle par Mimi, l'ancienne femme de Clyde. Au même moment, Arthur Nunheim sort de l'immeuble en catimini. Mimi aperçoit la chaîne de montre qui appartient à Clyde serrée dans la main du cadavre. Elle s'en empare avant que la police n'arrive : elle imagine Clyde coupable, et préfère soustraire la preuve. Le lieutenant John Guild est chargé de l'affaire, et ses soupçons se portent sur Clyde. Nick Charles, qui se tient au courant de l'affaire, ne croit pas en sa culpabilité.
Ils se rendent tous les deux chez Arthur Nunheim pour l'interroger, il s'avère qu'il a menti à la police à propos de sa relation avec Julia. Il prend la fuite durant l'entretien et contacte une personne pour obtenir encore plus d'argent en échange de son silence. Arrivé au lieu du rendez-vous, il est assassiné à son tour.
Mimi, mécontente que son amant soit suspecté du meurtre, décide de révéler l'affaire de la chaîne de montre. John Guild considère celle-ci comme une preuve de la culpabilité de Clyde, Nick reste circonspect ; il se rend dans l'atelier de Clyde et y découvre un cadavre enterré depuis deux mois. La police conclut à un troisième meurtre commis par Clyde. Nick assiste à l'autopsie et découvre que c'est le corps de Clyde.
Il organise alors un diner où il convie tous les suspects plus le lieutenant. Au cours du diner, Mimi affirme avoir vu Clyde peu avant. Nick, qui sait qu'il est mort depuis longtemps, la pousse à dénoncer celui qui lui a demandé de mentir. Elle se tourne alors vers l'avocat qui sort un pistolet. Il est maitrisé avant de blesser quelqu'un.

## Fiche technique
- Titre : L'Introuvable
- Titre original : The Thin Man
- Réalisation : W. S. Van Dyke, assisté de Lesley Selander (non crédité)
- Scénario : Albert Hackett et Frances Goodrich, d'après le roman éponyme de Dashiell Hammett
- Production : Hunt Stromberg
- Société de production : Metro-Goldwyn-Mayer
- Musique : William Axt
- Photographie : James Wong Howe
- Montage : Robert Kern
- Pays de production : États-Unis
- Langue : anglais
- Format : noir et blanc - 1,37:1 - son : mono - 35 mm
- Genre : comédie policière
- Durée : 93 minutes
- Dates de sortie : 
  - États-Unis : 23 mai 1934
  - France : 7 décembre 1934

## Distribution
- William Powell : Nick Charles
- Myrna Loy : Nora Charles
- Maureen O'Sullivan : Dorothy Wynant
- Nat Pendleton : le lieutenant John Guild
- Minna Gombell : Mimi Jorgenson, madame Wynant
- Porter Hall : Herbert MacCaulay
- Henry Wadsworth : Tommy
- William Henry : Gilbert Wynant
- Harold Huber : Arthur Nunheim
- Cesar Romero : Chris Jorgenson
- Natalie Moorhead : Julia Wolf
- Edward Brophy : Joe Morelli
- Edward Ellis : Clyde Wynant
- Cyril Thornton : Tanner
- Charles Williams
- Skippy : Asta le chien

Acteurs non crédités
- Brooks Benedict : le patron de boite de nuit
- Clay Clement : Quinn
- Pat Flaherty : un tireur à la fête
- Bess Flowers : la petite amie de Nick
- Douglas Fowley : chauffeur de taxi
- Creighton Hale : un journaliste
- Edward Hearn : un détective
- Robert Homans : le détective Billy
- John Larkin : un porteur
- Walter Long : Studsy Burke
- Fred Malatesta : Joe, un serveur
- Frank O'Connor : un détective
- Bert Roach : Foster
- Rolfe Sedan : un serveur
- Gertrude Short : Marion
- Lee Shumway : un policier en civil
- Leo White : Leo, un serveur

## Analyse
- L'œuvre est émaillée de scènes assez cocasses et plutôt inattendues pour un film qui démarre comme un polar pur et dur. Notamment la scène où le détective, sous le regard médusé de sa femme, étrenne le pistolet-jouet que celle-ci lui a offert pour Noël : tout en adoptant des poses de plus en plus audacieuses, il fait éclater les baudruches accrochées au sapin, puis tout aussi stoïquement, tire... dans le carreau de la fenêtre du salon.

- Le film restera avant tout un prétexte pour mettre en scène le duo Myrna Loy et William Powell qui formera un couple célèbre à l'écran. Ce sera le premier des quatorze films que les deux acteurs tourneront ensemble.

Cet immense succès au box-office américain donnera suite à cinq autres films de la série Thin Man, interprétés par les deux acteurs : 
- Nick, gentleman détective (1936)
- Nick joue et gagne (1939)
- L'Ombre de l'Introuvable (1941)
- L'introuvable rentre chez lui (1944)
- Meurtre en musique (1947)

## Autour du film
- Tournage du 9 au 27 avril 1934[1].

- Le film fut tourné en seulement 16 jours grâce à l'efficacité reconnue de W.S. Van Dyke[2].

- La MGM acheta à Dashiell Hammett les droits d'adaptation du film pour 21 000 dollars[3].

- Le véritable nom du chien Asta était Skippy.

- Troisième film du duo William Powell-Myrna Loy de l'année 1934, se situant entre L'Ennemi public n° 1 et Le Témoin imprévu.

- Nat Pendleton reprendra son rôle du lieutenant Guild dans le troisième volet de la série Thin Man Nick joue et gagne en 1939[4].

- Certains dialogues furent retravaillés à cause de la censure, de même que l'usage de boissons alcoolisées causa des problèmes[5].

- Louis B. Mayer était réticent à l'idée d'engager Myrna Loy, voyant en elle une actrice davantage orientée vers le drame. Le cinéaste W.S Van Dyke était au contraire convaincu qu'elle était faite pour le rôle. Lors d'une réception dans une villa, il la poussa dans une piscine pour tester sa réaction. La réaction joyeuse de l'actrice le poussa à convaincre Louis B. Mayer de l'engager[6].

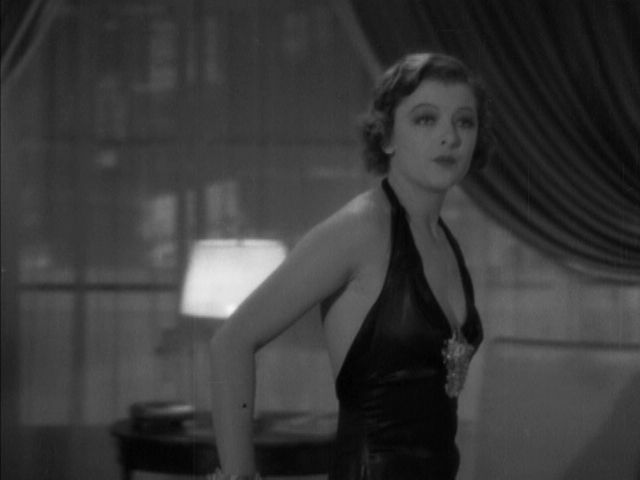
Par ce succès, Myrna Loy était davantage désirée par John Dillinger et par Spencer Tracy

- Futur amant de Myrna Loy, Spencer Tracy dira plus tard avoir voulu jouer avec elle dans une série de comédies policières semblables à ce film[7],[8]. Avec ce film, elle obtint la notoriété et était davantage désirée par le gangster John Dillinger qui avait vu l’œuvre dans la clandestinité et qui était de plus en plus fou amoureux d'elle après l'avoir vue dans le rôle de Nora Charles[9],[10]. Le gangster, qui était en cavale, projetait d'entrer en contact avec elle dans la foulée, mais cherché activement par les agents du FBI il dut se réfugier à Chicago, guettant son passage dans la ville. Le gangster sera abattu alors qu'il attendait de pouvoir entamer une liaison avec Myrna Loy qui ne prit aucune protection particulière durant cette période[11],[12],[13].

- Le film engrangea un profit total de 1 423 000 dollars alors que le budget de production était de 226 000 dollars[14].

- Dans la bande-annonce, William Powell discute avec le détective Philo Vance que l'acteur incarna un an plus tôt.

- Le film a été adapté en pièce radiophonique au Lux Radio Theatre le 8 juin 1936[15].

## Réception critique
- En 2002, le critique Roger Ebert le classa parmi les plus grands films de l'âge d'or d'Hollywood, affirmant que William Powell est au dialogue ce que Fred Astaire est à la danse[16].

- Le magazine Film Daily écrivit que : "La rapidité des dialogues échangés par Myrna Loy et William Powell est à la perfection. C'est la plus agréable à écouter depuis l'arrivée du parlant"[17].

- Pour le Chicago Tribune, le film est "excitant, distrayant, servi par des dialogues et des situations ultra-sophistiqués. Loy et Powell sont magnifiques"[18].

- Harrison Carroll pour [19] : "ce film est l'une des plus brillantes adaptations d'un roman populaire par Hollywood"[20].

## Récompenses et distinctions
- National Film Registry 1997 : sélectionné et conservé à la Bibliothèque du Congrès américain.